# Seraphinianus-kódex
A Seraphinianus-kódex (eredeti nevén: Codex Seraphinianus) egy útmutató valamilyen másik, meg nem nevezett világba. Ezt a különös világot rendkívül részletes rajzok, és egy különös írásrendszer segítségével ismerhetjük meg. A könyvet Luigi Serafini iparművész írta, feltehetően 30 hónap alatt, 1976–1978 között. Mai napig nem sikerült megfejteni, vajon miért készítette el a könyvet, mely már 8 kiadást is megért.
A könyvben tizenegy fejezetre tagolva betekintést kapunk a különös világ állat- és növényvilágába, majd a későbbiekben az ott élő emberek szokásairól, ruházkodásáról és egyéb tevékenységeiről informálódhatunk. 
Mivel a könyv máig megfejthetetlen nyelven íródott, olyan betűkkel, melyek szintén nem tisztázott eredetűek, sok nyelvész és kutatómunka eredménye az a feltételezés, hogy az oldalak számozása a 21-es számrendszer szerint történt. 
Az emberi képzelőerőt is zavarba ejtő illusztrációk teszik a művet olyan szóbeszédek és viták alapjává, miszerint Luigi Serafini egy másik világban látott dolgokról ír. Saját bevallása szerint azért készítette el ezt a munkáját, hogy egy átlagembert szembeállíthasson ama érzéssel, mint amikor egy még olvasni nem tudó gyermek kezébe könyv kerül, melyet a teljesség élményével képes nézegetni - anélkül, hogy egy szót is értene a látottakból. 
Ez a magyarázat sokak számára nem elfogadott, mivel gyakorlatilag felesleges vesződés lett volna a semmivel, mégis a könyv első kiadásból fennmaradt példányai 8000 dollárt is megérnek mára.

## Külső hivatkozások
- Barta Zoltán honlapja
- Seraphinianus-kódex